# Manitoba
Manitoba é uma província localizada no centro longitudinal do Canadá. É frequentemente considerada uma das três províncias das pradarias (assim como Alberta e Sascachevão), é também a quinta província mais populosa do Canadá, com 1,3 milhão de habitantes. A província abrange uma área de 649 950 km² e possui uma paisagem muito diversificada. Manitoba é limitada pelas províncias de Ontário a leste e de Sascachevão a oeste, pelo território de Nunavut a norte, pelos Territórios do Noroeste a noroeste, e pelos estados americanos de Dakota Norte e Minnesota ao sul.
As principais fontes de renda da província são a indústria de manufatura, a indústria agropecuária, mineração e o turismo. A capital e maior cidade da província é Winnipeg, que também é o principal polo comercial, industrial, financeiro e de transportes de Manitoba. Cerca de 60% da população da província vive dentro da região metropolitana de Winnipeg.
O solo fértil dessa região faz com que a prática da agricultura seja propícia. A província é uma das líderes nacionais da indústria agrária do Canadá. O valor total dos produtos agrários cultivados na província é o terceiro maior do país, atrás somente de Saskatchewan e de Alberta. A região centro-sul da província é coberta por grandes quantidades de florestas, que fazem da indústria madeireira uma fonte de renda importante. A região norte, por fim, é extremamente rica em depósitos minerais, tais como níquel, ferro e zinco. Muito da província é coberto por rios e lagos, que cobrem cerca de um sexto da área de Manitoba, e também são uma das principais atrações turísticas da província.
A província de Manitoba foi colonizada pelos ingleses, tendo feito parte inicialmente de um gigantesco território conhecido como Terra de Rupert, administrado pela companhia inglesa da Baía de Hudson. Algumas regiões de Manitoba também foram colonizadas pelos franceses. Em 15 de maio de 1870, após a Rebelião do Rio Vermelho, o governo do Canadá elevou a região sul da atual Manitoba à categoria de província. Inicialmente então, Manitoba possuía apenas 5,6% de seu tamanho atual, ocupando uma área quadrada localizada no sudeste da atual Manitoba, e que rendeu à província o cognome de "A Província Selo Postal". Manitoba cresceu gradualmente em extensão territorial, tendo absorvido terras dos Territórios do Noroeste, e assim adquirindo seus atuais limites territoriais em 1912.
A capital e maior cidade de Manitoba, Winnipeg, é a oitava maior região metropolitana do Canadá e a sétima maior cidade do país. Outras aglomerações importantes na província são as cidades de Brandon, Steinbach, Portage la Prairie e Thompson.

## Etimologia
Acredita-se que o nome Manitoba seja derivado das línguas cree, ojíbua ou assiniboine. O nome deriva do cree "manitou-wapow" ou do ojíbua "manidoobaa", ambos significando: "estreitos de Manitou, o Grande Espírito", um lugar que se refere ao que agora são chamados de The Narrows, localizados no centro do Lago Manitoba. O nome também pode ser derivado do idioma assiniboine que significa "Lago da Pradaria".
O lago era conhecido pelos exploradores franceses como "Lac des Prairies". Thomas Spence escolheu o nome para se referir a uma nova república que propusera para a área ao sul do lago. O nome foi aceito em Ottawa sob a Lei de Manitoba de 1870.

## História

### Assentamentos indígenas e europeus
A área que compreende Manitoba nos dias de hoje foi habitada pelos povos das Primeiras Nações logo depois que as últimas geleiras da Era Glacial recuaram a sudoeste, há cerca de 10 000 anos. Os povos indígenas Ojibwe, Cree, Dene, Sioux, Mandan e Assiniboine estabeleceram assentamentos na região, e diversos outros povos também entraram na área para comercializar. No norte de Manitoba, o quartzo era extraído para fazer pontas de flecha. O primeiro cultivo em Manitoba ocorreu ao longo do Rio Vermelho, onde o milho e outras culturas de sementes foram plantadas antes do contato com os europeus.

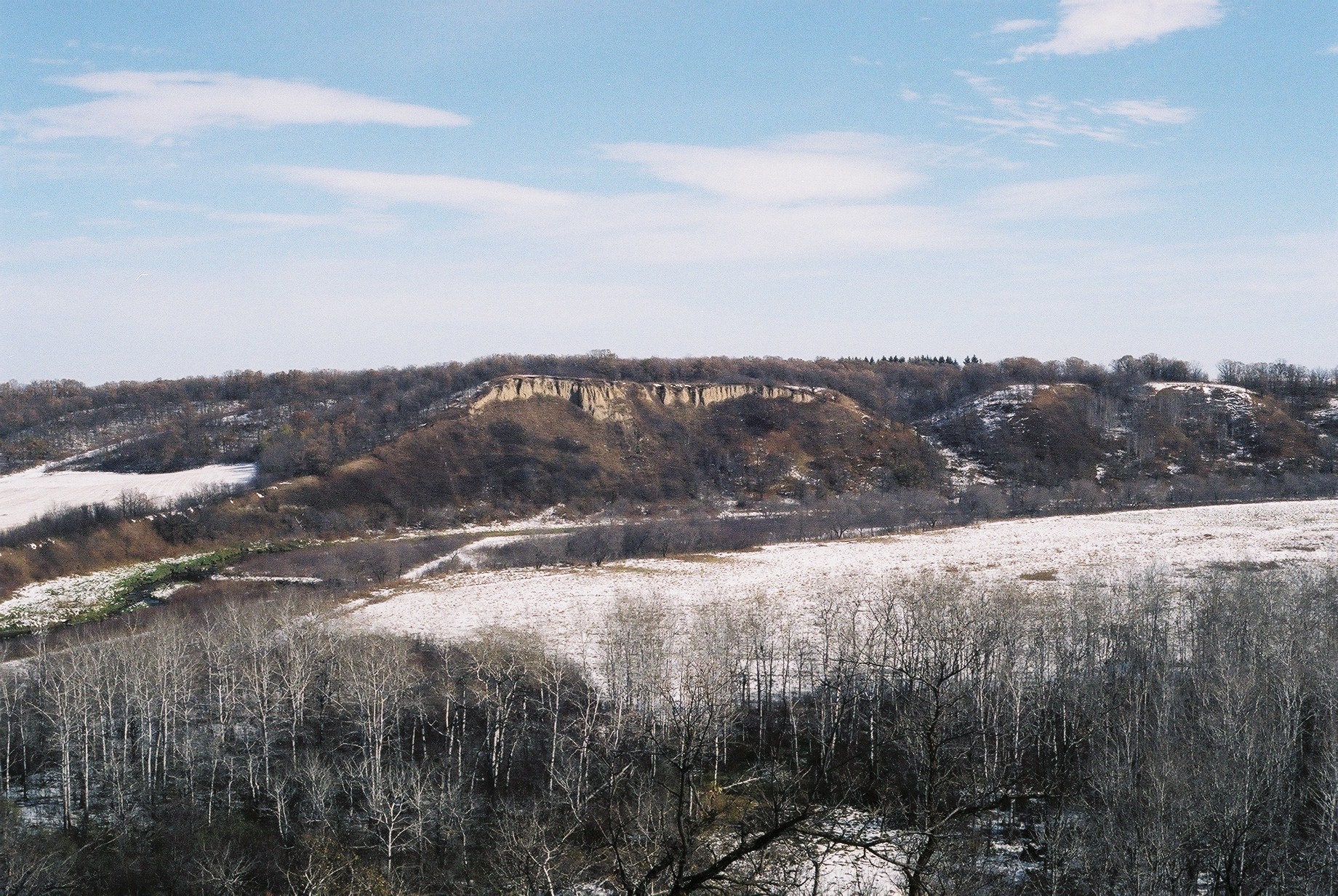
O Clay Banks, um local com aproximadamente 2 500 anos de idade, era conhecido por ser usado pelas Primeiras Nações como uma ferramenta de caça, onde os bisões eram encurralados.

Em 1611, Henry Hudson foi um dos primeiros europeus a navegar para o que hoje é conhecido como Baía de Hudson, onde foi abandonado por sua tripulação. O primeiro europeu a chegar às regiões centrais e ao sul de Manitoba foi Thomas Button, que viajou rio acima ao longo do Rio Nelson até o Lago Winnipeg em 1612, em uma tentativa frustrada de encontrar e resgatar Hudson. Quando o navio britânico Nonsuch navegou para a Baía de Hudson em 1668–1669, ela se tornou a primeira embarcação comercial a chegar à área, essa viagem levou à formação da Companhia da Baía de Hudson, à qual o governo britânico deu controle absoluto de toda a bacia hidrográfica da Baía de Hudson. Esse divisor de águas recebeu o nome de Terra de Rupert, em homenagem ao príncipe Rupert, que ajudou a subsidiar a Companhia da Baía de Hudson. A York Factory foi fundada em 1684 depois que o forte original da Companhia da Baía de Hudson, o Fort Nelson (construído em 1682), foi destruído por comerciantes franceses rivais.
Pierre Gaultier de Varennes, de La Vérendrye, visitou o Vale do Rio Vermelho na década de 1730 para ajudar a abrir a área para a exploração e para o comércio francês. Quando os exploradores franceses entraram na área, uma empresa sediada em Montreal, a Companhia do Noroeste, começou a negociar com os povos indígenas locais. Tanto a Companhia do Noroeste quanto a Companhia da Baía de Hudson construíram fortalezas de comércio; as duas empresas competiram no sul de Manitoba, resultando ocasionalmente em violência, até se fundirem em 1821 (os Arquivos da Companhia da Baía de Hudson, em Winnipeg, preservam a história dessa época).
A Grã-Bretanha assegurou o território em 1763 após sua vitória sobre a França na Guerra dos Sete Anos, mais conhecida como a Guerra Francesa e Indiana na América do Norte; com duração de 1754 a 1763. A fundação da primeira comunidade agrícola e assentamentos em 1812 por Lord Selkirk, ao norte da área que hoje é o centro de Winnipeg, levou ao conflito entre os colonos britânicos e o povo Métis. Vinte colonos, incluindo o governador, e um Métis foram mortos na Batalha de Sete Carvalhos em 1816. Thomas Spence tentou ser presidente da República de Manitobah em 1867, que ele e seu conselho nomearam.

### Confederação

Evolução das províncias canadenses de 1867 até atualmente.

A Terra de Rupert foi cedida ao Canadá pela Companhia da Baía de Hudson em 1869 e incorporada nos Territórios do Noroeste. A falta de atenção às preocupações com os Métis fez com que o líder dos Métis, Louis Riel, estabelecesse um governo local provisório que se transformou na Convenção dos Quarenta e na subsequente Assembleia Legislativa de Assiniboia, eleita em 9 de março de 1870. Posteriormente, esta assembleia enviou três delegados a Ottawa para negociar com o governo canadense. Isso resultou no Ato de Manitoba e na entrada da província na Confederação Canadense. O primeiro ministro John A. Macdonald introduziu o Ato de Manitoba na Câmara dos Comuns do Canadá, o projeto recebeu aprovação do Consentimento Real e Manitoba foi adicionada ao Canadá como uma província em 1870. Louis Riel foi perseguido pelo oficial do exército britânico Garnet Wolseley por causa da rebelião, e Riel acabou fugindo para o exílio. O governo canadense bloqueou as tentativas dos Métis de obter as terras prometidas a eles como parte da entrada de Manitoba na confederação. Enfrentando o racismo da nova inundação de colonos brancos que vieram de Ontário, um grande número de Métis imigrou para o que se tornaria Saskatchewan e Alberta.
Tratados numerados foram assinados no final do século XIX com os chefes de várias Primeiras Nações que viviam na área. Esses tratados fizeram promessas específicas de terra para cada família. Como resultado, um sistema de reserva foi estabelecido sob a jurisdição do Governo Federal Canadense. A quantidade prescrita de terras prometidas aos povos nativos nem sempre foi dada, isso levou grupos aborígines a reivindicarem direitos à terra através de reivindicações de terras indígenas, muitas das quais ainda estão em andamento.
A província original de Manitoba era bem menor do que o tamanho atual, e era conhecida coloquialmente como a "província do selo postal". Suas fronteiras foram ampliadas em 1881, tomando terras dos Territórios do Noroeste e do Distrito de Keewatin, mas Ontário reivindicou uma grande parte da terra, a parte disputada foi concedida a Ontário em 1889. Manitoba expandiu-se até seu tamanho atual em 1912, absorvendo terras dos Territórios do Noroeste até atingir o paralelo 60 Norte, tornando-se uniforme com as províncias ocidentais vizinhas: Saskatchewan, Alberta e Colúmbia Britânica.
A questão da educação em Manitoba mostrou a profunda divergência de valores culturais no território. Os franceses católicos da província tinham garantido um sistema escolar separado apoiado pelo governo na constituição original de Manitoba, mas um movimento político entre os ingleses protestantes de 1888 a 1890 exigiu o fim das escolas francesas. Em 1890, a legislatura de Manitoba aprovou uma lei acabando com o financiamento para as escolas católicas francesas. A minoria católica francesa pediu apoio ao governo federal; no entanto, a Ordem de Orange e outras forças anti-católicas se mobilizaram em todo o país para se opor a eles.
Os Conservadores federais propuseram uma legislação corretiva para substituir a legislação vigente em Manitoba, mas foram inibidos pelos Liberais, liderados por Wilfrid Laurier, que se opôs à legislação de remediação por causa de sua crença em direitos provinciais. Uma vez eleito primeiro-ministro em 1896, Laurier implementou um compromisso afirmando que os católicos em Manitoba poderiam ter sua própria instrução religiosa por 30 minutos no final do dia escolar se houvesse alunos suficientes para isso, implementando em uma base escola à escola.

### Era moderna

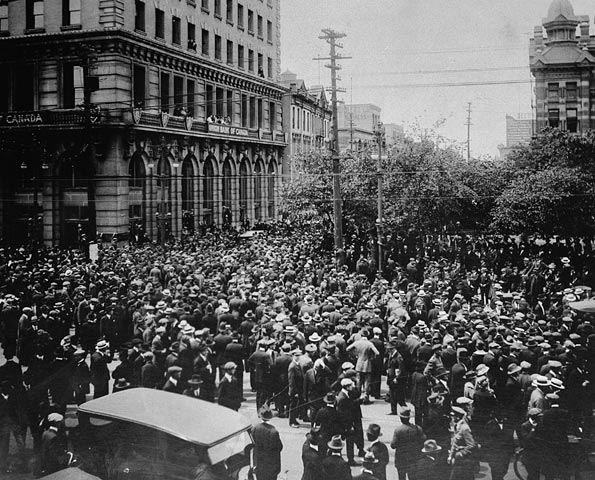
Multidão durante a greve geral de Winnipeg, em 21 de junho de 1919

Em 1911, Winnipeg foi a terceira maior cidade do Canadá, e permaneceu assim até que foi superada por Vancouver na década de 1920. Um boom populacional, fez a população crescer rapidamente em torno do início do século XX, com investidores externos e imigrantes contribuindo para o seu sucesso. A queda do crescimento na segunda metade da década foi resultado da abertura do Canal do Panamá em 1914, que reduziu a dependência de ferrovias transcontinentais para o comércio, bem como a diminuição da imigração devido à eclosão da Primeira Guerra Mundial. Mais de 18 000 moradores de Manitoba se alistaram no primeiro ano da guerra; no final da guerra, 14 pessoas receberam a Cruz de Victoria.
Depois que a Primeira Guerra Mundial finalmente terminou, o descontentamento severo entre os fazendeiros (sobre os preços do trigo) e os membros do sindicato (sobre os salários) resultou em um surto de radicalismo, juntamente com uma polarização sobre a ascensão do bolchevismo na Rússia. O resultado mais dramático foi a Greve Geral de Winnipeg de 1919, que começou em 15 de maio e terminou em 25 de junho. À medida que os trabalhadores voltaram gradualmente para seus serviços, o Comitê Central de Greve decidiu encerrar o movimento.
Os esforços do governo para encerrar a greve, incluindo uma série de outros fatores, levaram à prisão dos líderes do movimento. Na sequência, oito líderes foram a julgamento e a maioria foi condenado, quatro eram estrangeiros, que foram deportados sob o Lei da Imigração do Canadá.
A Grande Depressão atingiu especialmente o oeste do Canadá, incluindo Manitoba. O colapso do mercado mundial combinado com uma queda acentuada na produção agrícola devido à seca levou à diversificação econômica, afastando-se da dependência da produção de trigo. A Co-operative Commonwealth Federation de Manitoba, precursora do Novo Partido Democrático de Manitoba (NDP), foi fundada em 1932.
O Canadá entrou na Segunda Guerra Mundial em 1939. Winnipeg foi um dos principais comandos do Plano de Treinamento Aéreo da Comunidade Britânica, para treinar pilotos de caça, e havia escolas de treinamento aéreo em toda Manitoba. Vários regimentos com base em Manitoba foram implantados no exterior, incluindo a Canadian Light Infantry da Princesa Patricia. Em um esforço para arrecadar dinheiro para os esforços na guerra, a Campanha Victory Loan organizou o "If Day" em 1942, um evento que contou com uma simulação da invasão nazista e ocupação de Manitoba, e acabou arrecadando mais de 65 milhões de dólares.

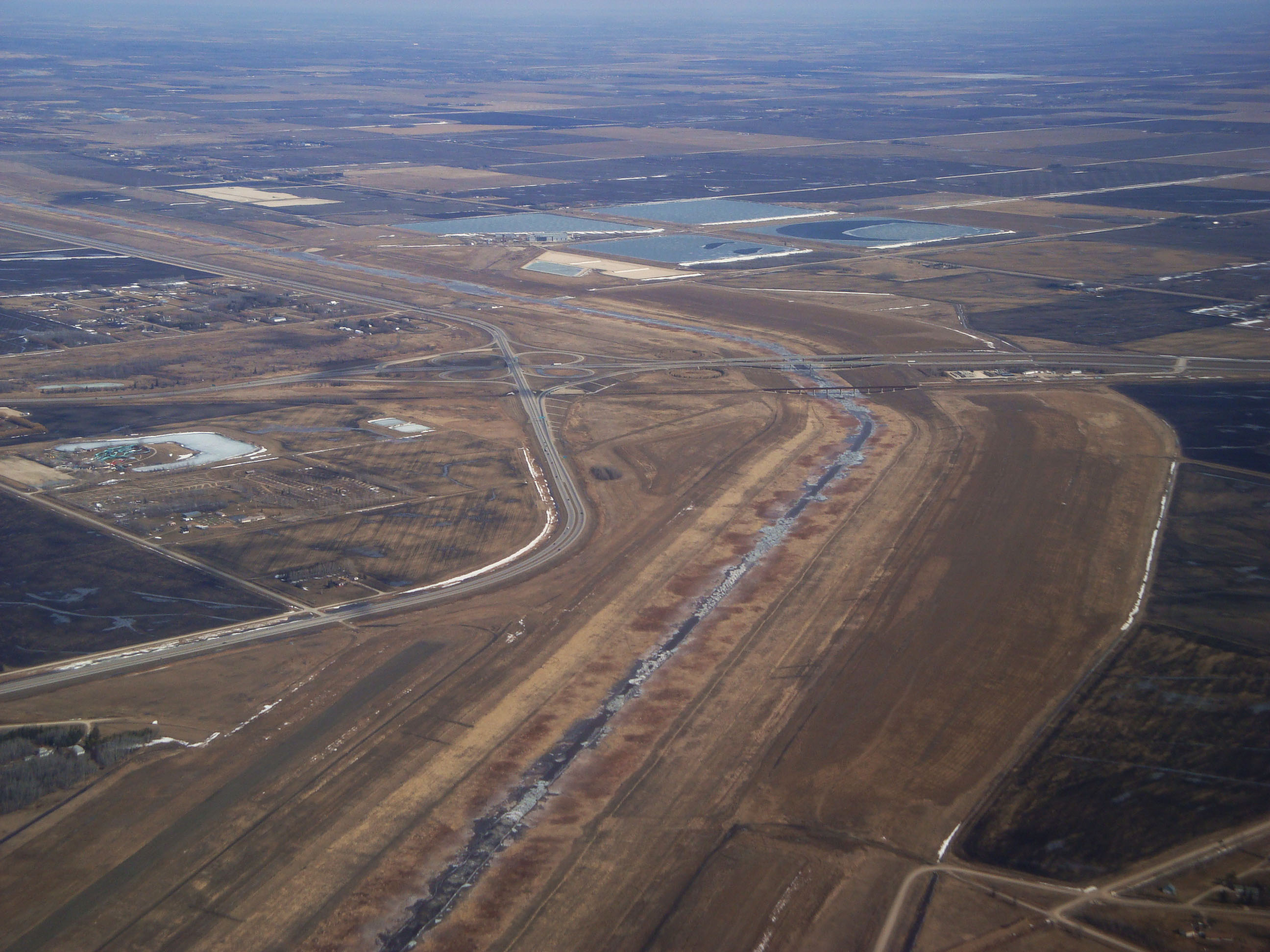
Imagem aérea Canal de Desvio do Rio Vermelho

Winnipeg foi inundada durante o transbordamento do Rio Vermelho em 1950 e teve que ser parcialmente evacuada. Naquele ano, o Rio Vermelho atingiu seu nível mais alto desde 1861 e inundou a maior parte do Vale do Rio Vermelho. Os danos causados pela inundação levaram o então primeiro-ministro Duff Roblin a defender a construção do Canal de Desvio do Rio Vermelho, que foi concluído em 1968 após seis anos de escavação. Diques permanentes foram erguidos em oito cidades ao sul de Winnipeg, e diques de barro e barragens de desvio foram construídos na área de Winnipeg. Em 1997, a "Inundação do Século" causou mais de 400 milhões de dólares em danos em Manitoba, mas o canal de desvio impediu a inundação de Winnipeg.
Em 1990, o primeiro-ministro Brian Mulroney tentou aprovar o Acordo do Lago Meech, uma série de emendas constitucionais para persuadir Quebec a endossar a Lei do Canadá de 1982. O apoio unânime na legislatura era necessário para contornar a consulta pública. Um político de Manitoba, Elijah Harper, um aborígene da primeira nação Cree, se opunha porque ele não acreditava que as Primeiras Nações estivessem adequadamente envolvidas no processo do acordo, e assim o acordo falhou.
Em 2013, Manitoba foi a segunda província a legislar sobre acessibilidade, protegendo os direitos das pessoas com deficiência.

## Geografia
Manitoba faz fronteira com as províncias de Ontário a leste e Saskatchewan a oeste, com o território de Nunavut ao norte, e com os estados norte-americanos de Dakota do Norte e Minnesota ao sul. A província possivelmente tem uma fronteira com os Territórios do Noroeste na extremidade noroeste, embora as pesquisas não tenham sido concluídas e as leis não estejam claras sobre a localização exata dos limite de Nunavut com os Territórios do Noroeste. Manitoba fica ao lado da Baía de Hudson, e é a única província da pradaria a ter uma costa de água salgada. O porto de Churchill é o único porto de águas profundas do ártico canadense. O Lago Winnipeg é o décimo maior lago de água doce do mundo, e a Baía de Hudson é a segunda maior baía do mundo por área. Manitoba está no centro da gigantesca bacia hidrográfica da Baía de Hudson, antes conhecida como Terra de Rupert. A província era uma área vital para a Companhia da Baía de Hudson, graças ao seus muitos rios e lagos que ofereciam excelentes oportunidades lucrativas no comércio de pele.

### Hidrografia e terreno

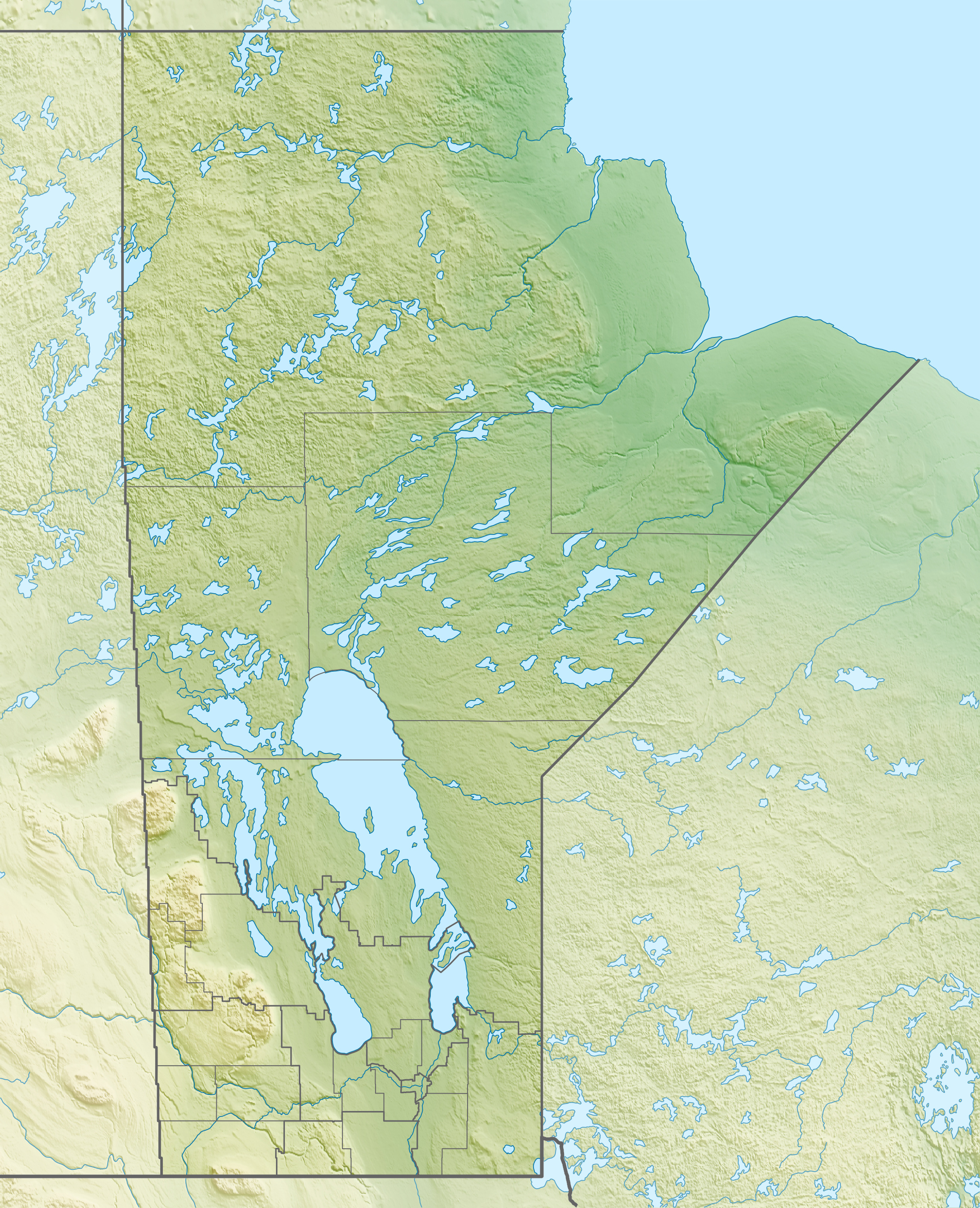
Mapa do relevo de Manitoba

A província tem um litoral na fronteira com a Baía de Hudson e mais de 110 000 lagos, cobrindo aproximadamente 15,6% ou 101 593 km² de sua área superficial. Os principais lagos da província são o Lago Manitoba, o Lago Winnipegosis e o Lago Winnipeg, que é o décimo maior lago de água doce do mundo. Algumas terras indígenas tradicionais e florestas boreais no lado leste do Lago Winnipeg foram propostos como Patrimônio da Humanidade pela UNESCO.
Manitoba está no centro da área de drenagem da Baía de Hudson, com um alto volume de água que é drenado para o Lago Winnipeg e depois para o norte, descendo o Rio Nelson até a Baía de Hudson. Os rios dessa bacia alcançam o oeste até as montanhas, o sul até os Estados Unidos e o leste até Ontário. Os principais cursos de água incluem o rios Vermelho, Assiniboine, Nelson, Winnipeg, Hayes, Whiteshell e Churchill. A maior parte do sul habitado de Manitoba se desenvolveu no leito pré-histórico do Lago Glacial Agassiz. Esta região, particularmente a do Vale do Rio Vermelho, é plana e fértil, as geleiras que recuaram deixaram áreas montanhosas e rochosas em toda as áreas da província.
A Montanha Baldy é o ponto mais alto da província, com cerca de 832 metros acima do nível do mar, e a costa da Baía de Hudson é a mais baixa ao nível do mar. A Montanha Riding, as colinas do Vale Pembina, a floresta provincial de Sandilands e o Escudo Canadense também são regiões de terras altas. Grande parte do norte e do leste da província é escassamente povoado, essas regiões ficam na área de granito irregular do Escudo Canadense, e inclui os parques nacionais de Whiteshell, Atikaki e Nopiming.
A agricultura extensiva é praticada somente nas áreas do sul da província, embora haja agricultura de grãos na região do Vale Carrot, perto de The Pas. A atividade agrícola mais comum é a pecuária (34,6%), seguida por grãos variados (19,0%) e oleaginosas (7,9%). Cerca de 12% das terras agrícolas do Canadá estão em Manitoba.

### Clima

Mapa do clima em Manitoba de acordo com a Classificação climática de Köppen-Geiger.

Manitoba tem um clima continental ao extremo, variando de continental úmido (Dfb) na parte sul a subártico (Dfc) ao norte. As temperaturas e a precipitação geralmente diminuem de sul para norte e aumentam de leste para oeste. Manitoba está longe das influências moderadoras de cadeias montanhosas ou grandes corpos de água. Devido ao relevo geralmente plano, a província é exposta a massas de ar de alta pressão do Ártico, que vêm do noroeste durante os meses de janeiro e fevereiro. No verão, massas de ar podem sair do sul dos Estados Unidos, enquanto o ar quente e úmido vai para o norte a partir do Golfo do México. As temperaturas excedem os 30 °C inúmeras vezes a cada verão, e a combinação de calor e umidade pode levar o valor do índice de umidade para cerca de 40, o que pode causar um grande desconforto e exigir diminuição do esforço físico. Em 2007, a cidade de Carman no sul de Mantoba, registrou o segundo mais alto índice de umidade já registrado no Canadá, um índice em 53, que pode ser perigoso e a insolação é bastante possível. De acordo com o Ministério do Meio Ambiente do Canadá, a província é o lugar onde o céu permanece limpo durante mais tempo no decorrer do ano, e o segundo lugar com o céu mais limpo durante o verão e a segunda província mais ensolarada durante o inverno e primavera.

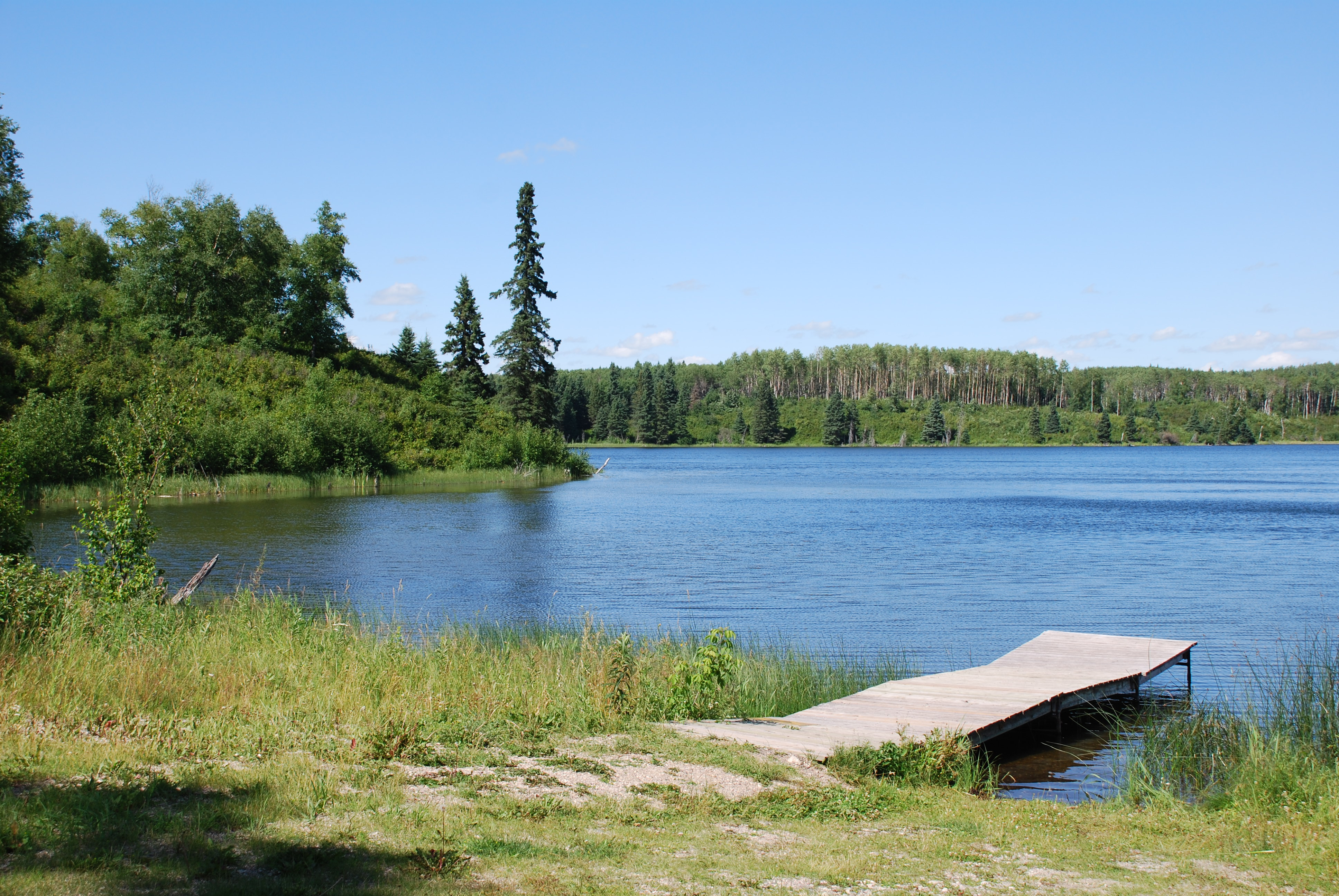
Lago Deep no Parque Nacional Riding Mountain

Para a classificação climática de Köppen-Geiger, o sul de Manitoba, o que inclui a cidade de Winnipeg, está na zona climática continental úmida (Dfb). Essa área é fria e com muita ventania no inverno, tem tempestades frequentes por causa da paisagem aberta. Os verões são quentes com uma duração moderada. Essa região é a área mais úmida das pradarias canadenses, com precipitação moderada. O sudoeste de Manitoba, embora sob a mesma classificação climática que o resto do sul, está mais perto do interior semiárido do Triângulo de Palliser. A área é a mais seca e mais propensa a secas do que outras partes do sul de Manitoba. É uma área fria e ventosa no inverno e tem frequentes nevascas devido à plana paisagem das pradarias. Os verões são geralmente mornos ou quentes, com umidade de baixa a moderada.
Partes do sul da província ao norte da Alameda dos Tornados, costumam apresentar tornados, com dezesseis tornados registrados em 2016. Em 2007, em 22 e 23 de junho, numerosos tornados atingiram a região, o maior tornado chegou à categoria F5, e devastou partes da cidade de Elie, foi o tornado mais forte já registrado no Canadá.
As partes norte da província, que inclui a cidade de Thompson, estão na zona climática subártica (Dfc). Essa região apresenta invernos longos e extremamente frios e breves verões quentes com pouca precipitação. Temperaturas noturnas tão baixas quanto −40 °C ocorrem em vários dias a cada inverno.
| Município          | Região             | Máxima diária em julho | Máxima diária em janeiro | Precipitação anual | Zona de rusticidade |
| ------------------ | ------------------ | ---------------------- | ------------------------ | ------------------ | ------------------- |
| Morden             | Vale Pembina       | 26 °C                  | −10 °C                   | 541 mm             | 3A                  |
| Winnipeg           | Winnipeg           | 26 °C                  | −11 °C                   | 521 mm             | 2B                  |
| Pierson            | Westman            | 27 °C                  | −9 °C                    | 457 mm             | 2B                  |
| Dauphin            | Parkland           | 25 °C                  | −10 °C                   | 482 mm             | 2B                  |
| Steinbach          | Eastman            | 25 °C                  | −11 °C                   | 581 mm             | 2B                  |
| Portage la Prairie | Planícies Centrais | 26 °C                  | −9 °C                    | 532 mm             | 3A                  |
| Brandon            | Westman            | 25 °C                  | −11 °C                   | 474 mm             | 2B                  |
| The Pas            | Norte              | 24 °C                  | −14 °C                   | 450 mm             | 2B                  |
| Thompson           | Norte              | 23 °C                  | −18 °C                   | 474 mm             | 2B                  |
| Churchill          | Norte              | 18 °C                  | −22 °C                   | 453 mm             | 0A                  |

## Ecologia

### Fauna e flora

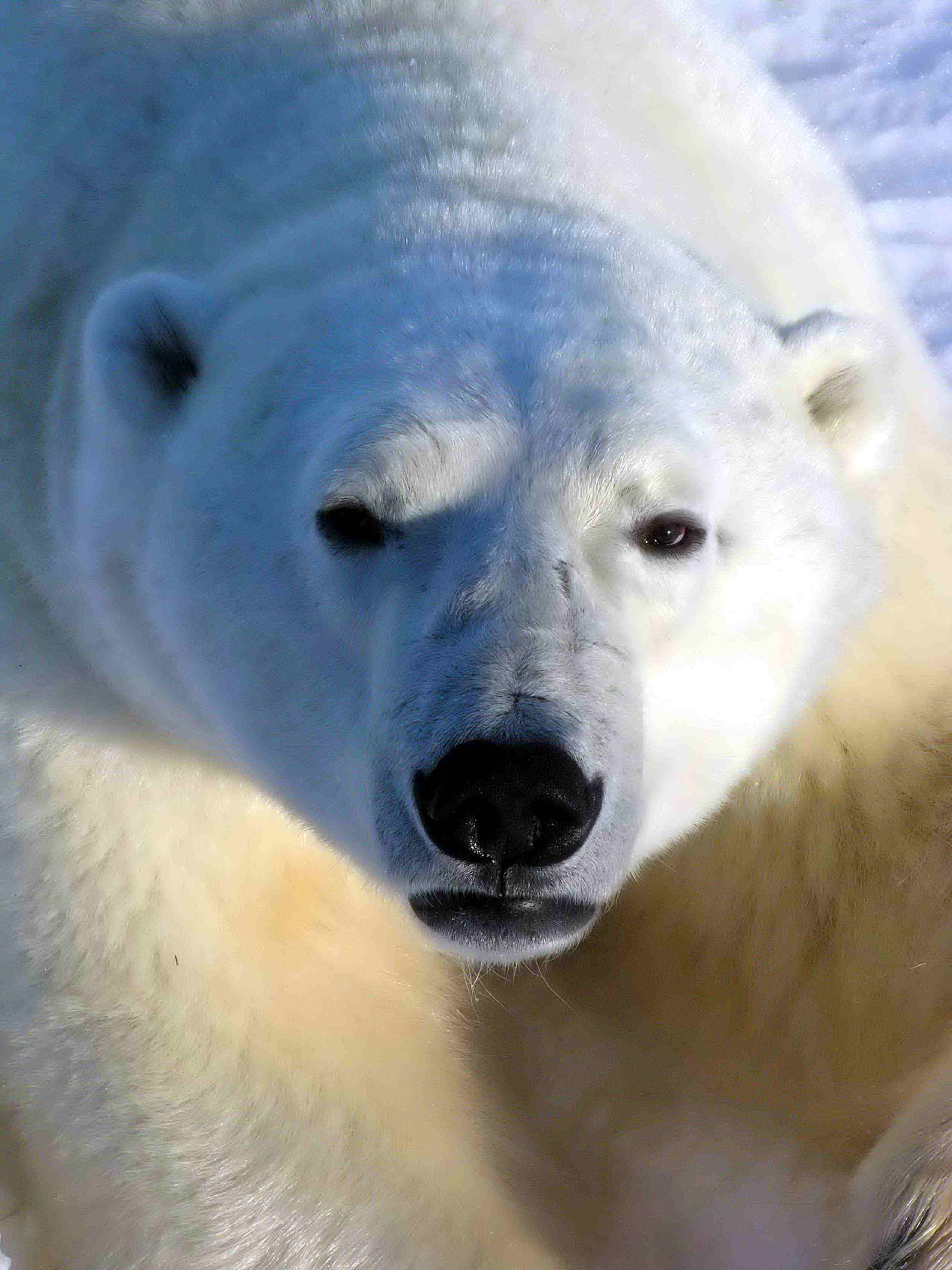
Ursos polares são comuns no norte de Manitoba.

As comunidades naturais de Manitoba podem ser agrupadas em cinco ecozonas: planícies boreais, pradaria, escudo de taiga, escudo boreal e planícies de Hudson. As ecozonas do escudo de taiga, escudo boreal e planícies de Hudson, contêm parte da floresta boreal do Canadá, que cobre os trechos leste, sudeste e norte da província.
As florestas compõem cerca de 263 000 km², ou 48% da área terrestre da província. As florestas consistem em pinheiros (pinheiro-manso, pinheiro vermelho, pinheiro branco oriental), abetos (abeto branco, abeto negro), abetos de bálsamo, lariços, populus (álamo tremulante, álamo bálsamo), bétulas (bétula branca, bétula do pântano) e pequenas bolsas de cedro branco oriental.
Duas seções da província não são dominadas pela floresta. O canto nordeste da província, na fronteira com a Baía de Hudson, está acima da linha das árvores e é considerado tundra. A pradaria de grama alta dominou uma vez as partes centrais e do sudeste do sul incluindo o vale do rio vermelho. A pradaria de grama mista é encontrada na região sudoeste. A agricultura substituiu grande parte da pradaria natural, mas a pradaria ainda pode ser encontrada em parques e áreas protegidas, alguns são notáveis pela presença das orquídeas orladas, ameaçadas de extinção e encontradas nas pradaria ocidentais.
Manitoba é especialmente conhecida por sua população de ursos polares, Churchill é comumente referida como a "Polar Bear Capital" (Capital do Urso Polar). Outros grandes animais, incluindo alces, veados-de-cauda-branca, ursos-negros, pumas, linces e lobos, são comuns em toda a província, especialmente nos parques provinciais e nacionais.
A diversidade de aves em Manitoba é reforçada por sua posição em duas grandes rotas de migração, com 392 espécies identificadas confirmadas; 287 dessas fazem ninhos na província. Estas incluem a grande coruja-cinzenta, a ave oficial da província e o falcão-peregrino ameaçado de extinção.
Os lagos de Manitoba abrigam 18 espécies de peixes de caça, particularmente espécies de truta e lúcio, além de muitos peixes menores.

## Demografia

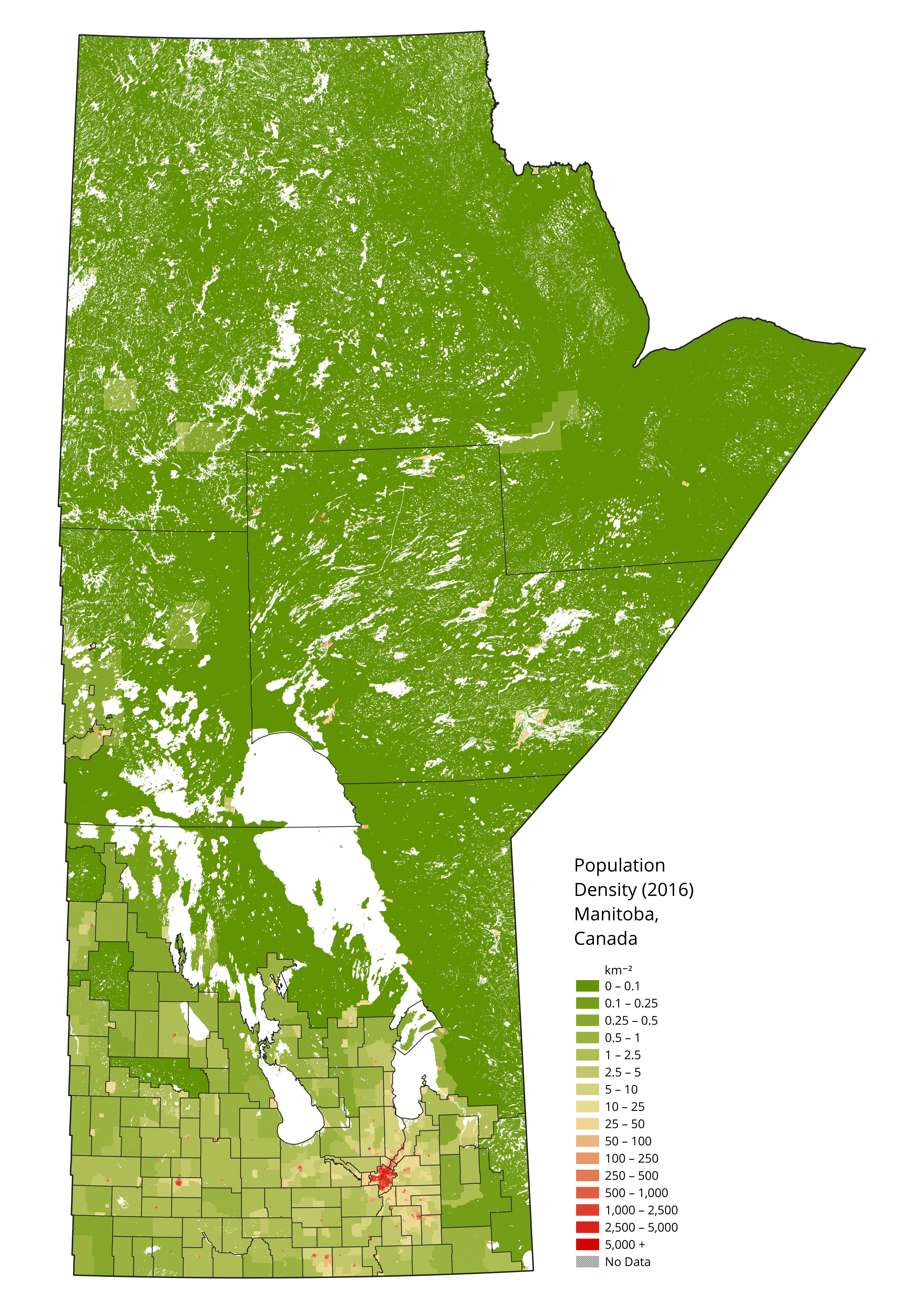
Densidade populacional em Manitoba no ano de 2016

No censo de 2011, Manitoba tinha uma população de 1 208 268, mais da metade da qual está na Região da Capital Winnipeg. Winnipeg é a oitava maior região metropolitana do Canadá, com uma população de 730 018 no censo de 2011. Embora a colonização inicial da província tenha girado principalmente em torno da agricultura, o último século viu uma mudança em direção à urbanização. Manitoba é a única província canadense onde mais de 55% de sua população está centralizada em uma única cidade.

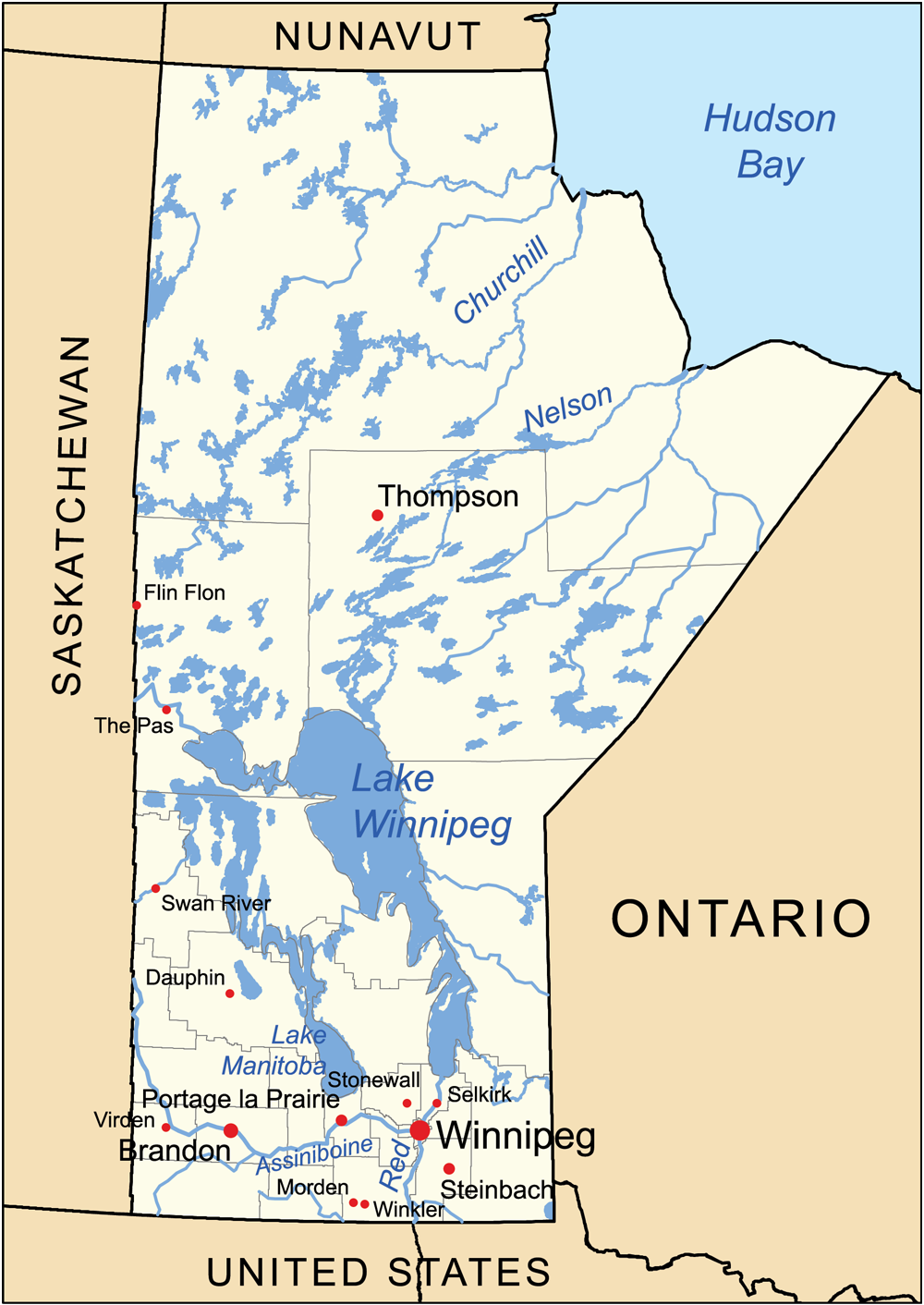
Maiores cidades de Manitoba.

| Ano                      | População | Mudança em 5 anos (%) | Mudança em 10 anos (%) | Rank |
| ------------------------ | --------- | --------------------- | ---------------------- | ---- |
| 1871                     | 25 228    | Estável               | Estável                | 6    |
| 1881                     | 62 260    | Estável               | 146,8                  | 6    |
| 1891                     | 152 506   | Estável               | 145,0                  | 5    |
| 1901                     | 255 211   | Estável               | 67,3                   | 5    |
| 1911                     | 461 394   | Estável               | 80,8                   | 5    |
| 1921                     | 610 118   | Estável               | 32,2                   | 4    |
| 1931                     | 700 139   | Estável               | 14,8                   | 5    |
| 1941                     | 729 744   | Estável               | 4,2                    | 6    |
| 1951                     | 776 541   | Estável               | 6,4                    | 6    |
| 1956                     | 850 040   | 9,5                   | Estável                | 6    |
| 1961                     | 921 686   | 8,4                   | 18,7                   | 6    |
| 1966                     | 963 066   | 4,5                   | 13 3                   | 5    |
| 1971                     | 988 245   | 2,3                   | 7,2                    | 5    |
| 1976                     | 1 021 505 | 3,4                   | 6,1                    | 5    |
| 1981                     | 1 026 241 | 0,4                   | 3,8                    | 5    |
| 1986                     | 1 063 015 | 3,6                   | 4,1                    | 5    |
| 1991                     | 1 091 942 | 2,7                   | 6,4                    | 5    |
| 1996                     | 1 113 898 | 2,0                   | 4,8                    | 5    |
| 2001                     | 1 119 583 | 0,5                   | 2,5                    | 5    |
| 2006                     | 1 148 401 | 2,6                   | 3,1                    | 5    |
| 2011                     | 1 208 268 | 5,2                   | 7,9                    | 5    |
| 2016                     | 1 278 365 | 5,8                   | 11,3                   | 5    |
| Fonte: Statistics Canada |           |                       |                        |      |

### Divisões censitárias
A Statistics Canada divide a província de Manitoba em 23 divisões censitárias para uma melhor organização do censo na província. A Divisão N.º 11, onde está Winnipeg, possui uma população de mais de 700 000 habitantes, o que representa mais de 50% da população da província e torna esta a divisão mais populosa de Manitoba. Outras divisões consideráveis incluem a Divisão N.º 7, que inclui Brandon, a segunda maior cidade da província, cuja população é de mais de 60 000 habitantes, e a Divisão N.º 2, que inclui a cidade de Steinbach, que tem mais de 15 000 habitantes.

### Cidades
Em Manitoba, um município urbano deve ter uma população mínima de 7 500 habitantes para ser denominada uma cidade. Manitoba tem dez cidades, incluindo Flin Flon, que está parcialmente localizada na província vizinha, Saskatchewan. Essas cidades tinham uma população cumulativa de 790 957 e uma população média de 79 096 no censo de 2011. As maiores e menores cidades da província são Winnipeg e a porção de Flin Flon que está em Manitoba, com populações de 663 617 e 5 363 respectivamente. A porção manitobense de Flin Flon já teve uma população de mais de 7 500 habitantes em 1981, quando tinha 7 894 habitantes. A cidade mais nova de Manitoba é Morden, que obteve o status de cidade em 24 de agosto de 2012. A partir do censo canadense de 2016, Winnipeg tinha uma população de 705 244 habitantes, que é a cidade mais populosa de Manitoba e a sétima maior do Canadá.
| #     | Nome               | Divisão        | População (2016) | Área (km2) | Densidade populacional (hab./km2) |
| ----- | ------------------ | -------------- | ---------------- | ---------- | --------------------------------- |
| 1     | Winnipeg           | Divisão N.º 11 | 705 244          | 464,08     | 1 430,0                           |
| 2     | Brandon            | Divisão N.º 7  | 48 859           | 76,89      | 599,1                             |
| 3     | Steinbach          | Divisão N.º 2  | 15 829           | 25,57      | 528,9                             |
| 4     | Thompson           | Divisão N.º 22 | 13 678           | 17,18      | 746,9                             |
| 5     | Portage la Prairie | Divisão N.º 9  | 13 304           | 24,67      | 526,7                             |
| 6     | Winkler            | Divisão N.º 3  | 14 311           | 17,01      | 627,2                             |
| 7     | Selkirk            | Divisão N.º 13 | 10 278           | 24,87      | 395,4                             |
| 8     | Morden             | Divisão N.º 3  | 8 668            | 16,39      | 476,7                             |
| 9     | Dauphin            | Divisão N.º 17 | 8 457            | 12,65      | 652,1                             |
| 10    | Flin Flon (parte)  | Divisão N.º 21 | 4 982            | 13,88      | 386,4                             |
| Total | Total              | —              | 843 610          | 693,19     | 1 141,0                           |

Etnias de Manitoba (2011).

### Etnias
Segundo o censo canadense de 2006, o maior grupo étnico em Manitoba são os ingleses (22,9%), seguido dos alemães (19,1%), escoceses (18,5%), ucranianos (14,7%), irlandeses (13,4%), índios norte-americanos (10,6%), poloneses (7,3%), métis (6,4%), franceses (5,6%), neerlandeses (4,9%) e russos (4,0%). Quase um quinto dos entrevistados também identificou sua etnia como "canadense". Existe uma comunidade indígena significativa: os aborígenes (incluindo os Métis) são o grupo étnico de mais rápido crescimento em Manitoba, representando 13,6% da população de Manitoba desde 2001 (algumas reservas indígenas se recusaram a permitir que os recenseadores enumerassem suas populações ou fossem completamente contados). Há uma minoria franco-manitobense significativa (148 370) e uma população aborígene crescente (192 865, incluindo os Métis). A cidade de Gimli é o lar da maior comunidade islandesa fora da Islândia.

### Religiões
A maioria dos manitobenses pertence a uma denominação cristã: no censo de 2001, cerca de 758 760 manitobenses (68,7%) relataram ser cristãos, seguido por 13 040 (1,2%) judeus, 5 745 (0,5%) budistas, 5 485 (0,5%) sikh, 5 095 (0,5%) muçulmanos, 3 840 (0,3%) hindus, 3 415 (0,3%) de religiões indígenas e 995 (0,1%) pagãos. Cerca de 201 825 manitobenses (18,3%) relataram não term afiliação religiosa. As maiores denominações cristãs pelo número de adeptos foram a Igreja Católica Romana com 292 970 (27%); a Igreja Unida do Canadá com 176 820 (16%); e a Igreja Anglicana do Canadá com 85 890 (8%).

## Economia
Manitoba tem uma economia moderadamente forte baseada principalmente em recursos naturais. Seu Produto Interno Bruto foi de C$ 50,834 bilhões em 2008. A economia da província cresceu 2,4% em 2008, o terceiro ano consecutivo de crescimento, em 2009, não aumentou nem diminuiu. A renda individual média de Manitoba em 2006 foi de C$ 25 100 (em comparação com a média nacional de C$ 26 500), ocupando o quinto lugar entre as províncias. Em outubro de 2009, a taxa de desemprego de Manitoba era de 5,8%.
A economia de Manitoba depende fortemente da agricultura, turismo, energia, petróleo, mineração e silvicultura. A agricultura é vital e é encontrada principalmente na metade sul da província, embora a agricultura de grãos ocorra até o norte como em The Pas. Cerca de 12% das terras agrícolas canadenses estão em Manitoba. O tipo mais comum de cultura encontrado nas áreas rurais é a pecuária (34,6%), seguido por grãos variados (19,0%) e oleaginosas (7,9%).

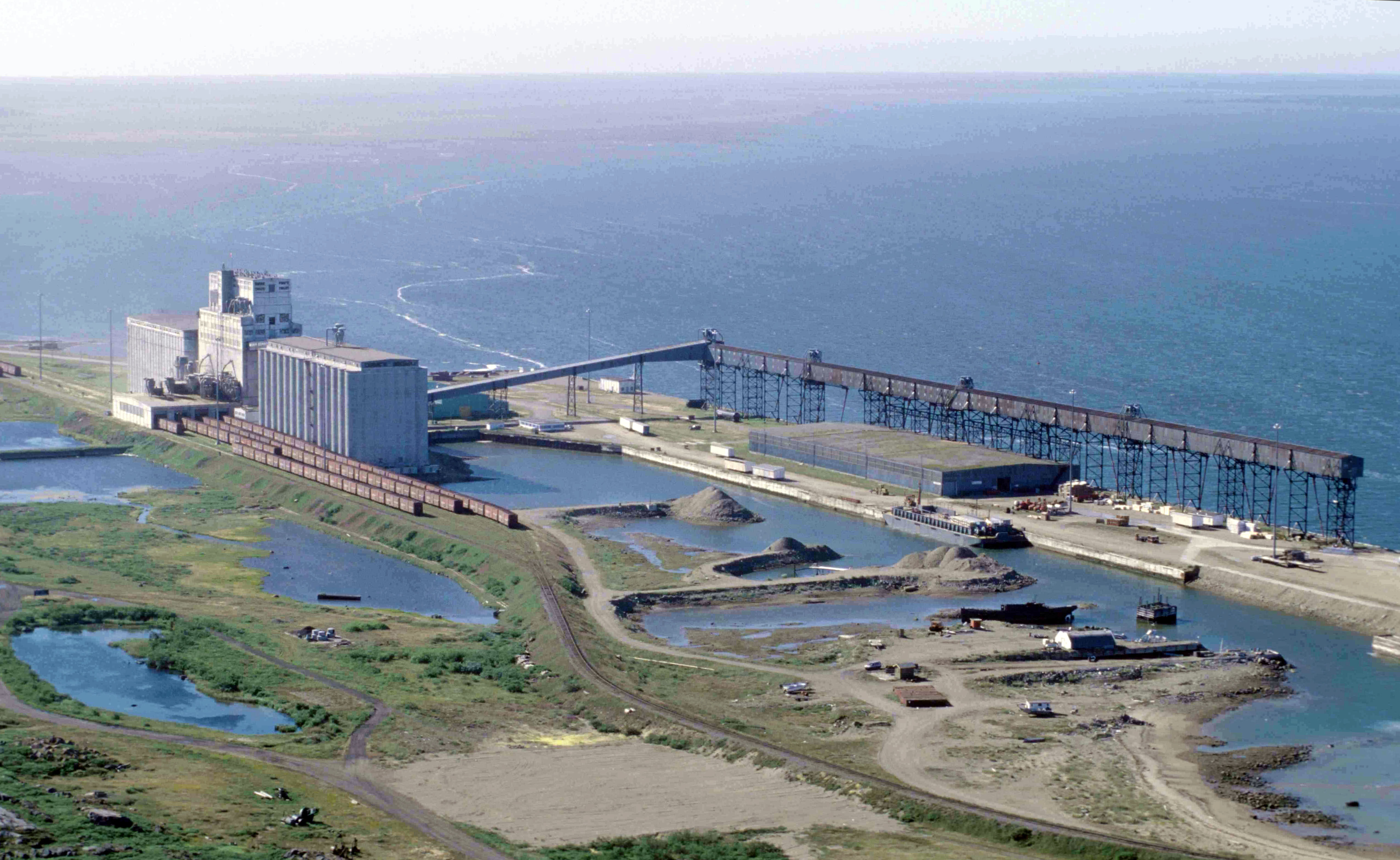
Porto de Churchill.

A província de Manitoba é o maior produtor nacional de sementes de girassol e grãos secos, e uma das principais fontes de produção de batata. A cidade de Portage la Prairie é um importante centro de processamento de batatas e abriga as fábricas McCain Foods e Simplot, que fornecem batatas fritas para o McDonald's, para a Wendy's e outras cadeias de restaurantes comerciais. A Viterra, uma das maiores produtoras de aveia do mundo, também possui uma fábrica no município.
Os maiores empregadores de Manitoba são instituições governamentais e financiadas pelo governo, incluindo empresas de serviços, como hospitais e universidades. Os principais empregadores do setor privado são a Great-West Life Assurance Company, a Cargill Ltd. e a James Richardson and Sons Ltd. A província também possui grandes setores de manufatura e turismo. A vida selvagem no ambiente ártico de Churchill é uma grande atração turística, a cidade é uma capital mundial para os observadores de ursos polares e baleias beluga. Manitoba é a única província que possui um porto de águas profundas no Ártico, em Churchill.
Em janeiro de 2018, a Canadian Federation of Independent Business afirmou que Manitoba era a província mais aprimorada no combate à burocracia.

### História econômica

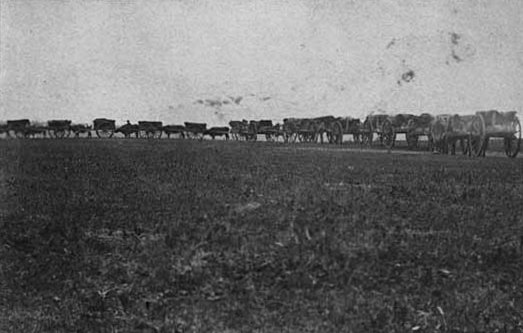
Filas de carroças em trilhas do Rio Vermelho.

O início da economia de Manitoba dependia da mobilidade e da sobrevivência da terra. As Nações Aborígenes (Cree, Ojibwa, Dene, Sioux e Assiniboine) seguiam manadas de bisontes e se reuniam para comerciar entre si nos principais pontos de encontro em toda a província. Após a chegada dos primeiros comerciantes europeus no século XVII, a economia centrou-se no comércio de pele de castores e de outras espécies. A diversificação da economia ocorreu quando Lord Selkirk trouxe os primeiros colonos agrícolas em 1811, embora o triunfo da Companhia da Baía de Hudson (HBC) sobre seus concorrentes tenha assegurado a primazia do comércio de pele sobre a colonização agrícola generalizada.
O controle da HBC sobre a Terra de Rupert terminou em 1868, quando Manitoba se tornou uma província em 1870, e toda a terra tornou-se propriedade do governo federal, com propriedades cedidas a colonos para agricultura. Ferrovias transcontinentais foram construídas para simplificar o comércio. A economia de Manitoba dependia principalmente da agricultura, que persistiu até a seca e a Grande Depressão, que acabaram levando Manitoba a diversificar sua economia.

## Política
Depois que o controle da Terra de Rupert foi passado da Grã-Bretanha para o Governo do Canadá em 1869, Manitoba alcançou direitos e responsabilidades de autogoverno como a primeira província canadense desmembrada dos Territórios do Noroeste. A Assembleia Legislativa de Manitoba foi criada em 14 de julho de 1870. Os partidos políticos surgiram pela primeira vez entre 1878 e 1883, com um sistema de dois partidos (os Liberais e os Conservadores). O United Farmers of Manitoba apareceu em 1922, e mais tarde se fundiu com os Liberais em 1932. Outros partidos, incluindo a Co-operative Commonwealth Federation (CCF), apareceram durante a Grande Depressão; na década de 1950, a política de Manitoba tornou-se um sistema de três partidos, e os Liberais gradualmente declinaram no poder. O CCF tornou-se o Novo Partido Democrático de Manitoba (NDP), que chegou ao poder em 1969. Desde então, os Conservadores Progressistas e o NDP têm sido os partidos dominantes.

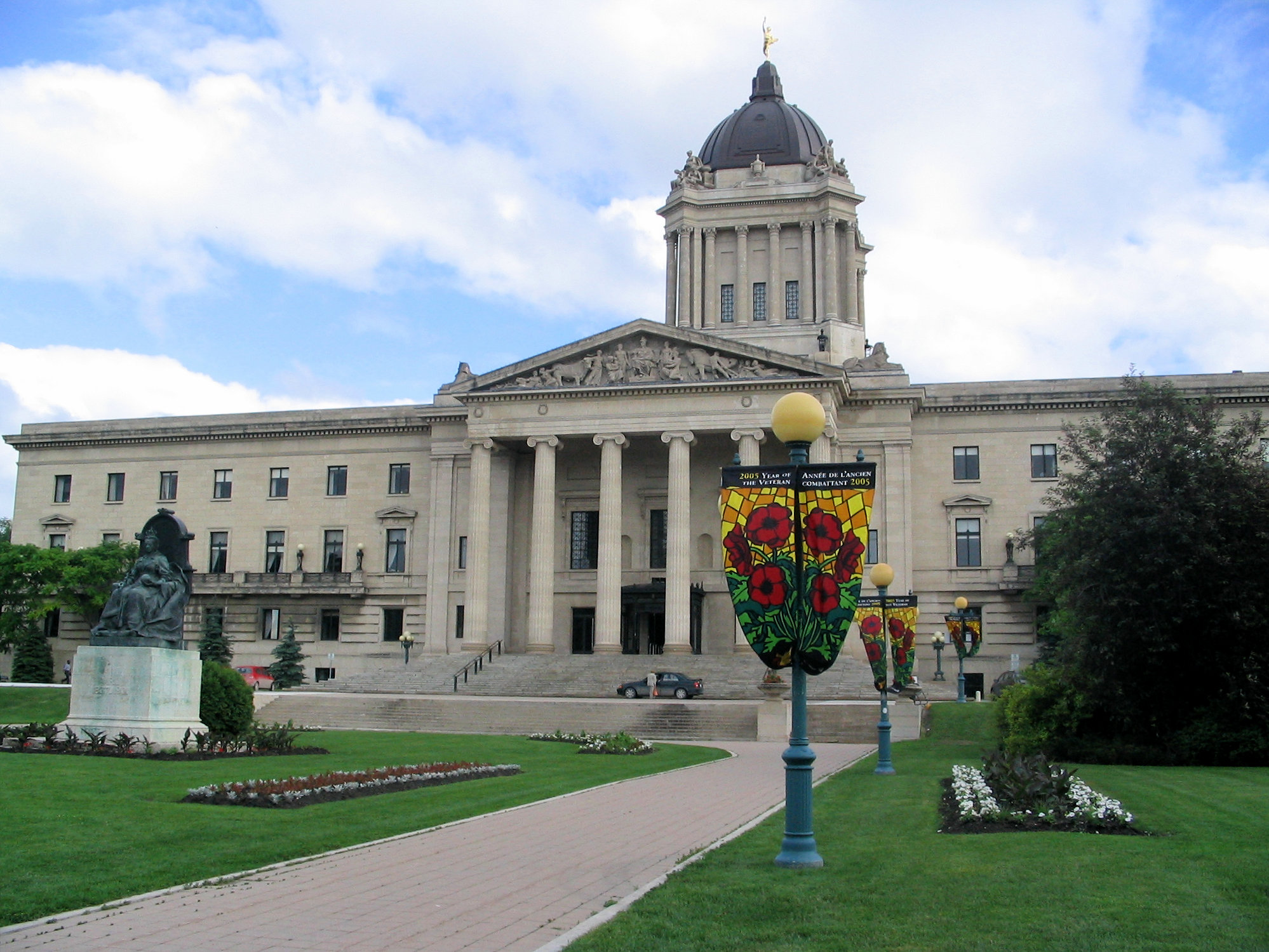
O edifício legislativo de Manitoba, lugar de reunião da Assembleia Legislativa de Manitoba.

Como todas as províncias canadenses, Manitoba é governada por uma assembleia legislativa unicameral. O poder executivo é formado pelo partido do governo; o líder do partido é o primeiro-ministro de Manitoba, o chefe do ramo executivo. O chefe de Estado, o rei Carlos III, é representado pelo tenente-governador de Manitoba, que é nomeado pelo Governador-geral do Canadá sob orientação do primeiro-ministro. O chefe de Estado é principalmente uma figura cerimonial, embora o tenente-governador tenha a responsabilidade oficial de garantir que Manitoba tenha um governo devidamente constituído.
A Assembleia Legislativa é composta pelos 57 membros eleitos para representar o povo de Manitoba. O primeiro-ministro de Manitoba é Brian Pallister do PC Party. Os PCs foram eleitos com um governo majoritário de 40 assentos. O NDP tem 14 assentos, e o Partido Liberal tem três assentos, mas não tem status de partido oficial na Legislatura de Manitoba. A última eleição geral provincial foi realizada em 19 de abril de 2016. A província é representada na política federal por 14 membros do parlamento e seis senadores.
O poder judiciário de Manitoba é constituído pelo Tribunal de Apelação, a Corte do Banco da Rainha e o Tribunal Provincial. O Tribunal Provincial é usado principalmente para o direito penal; 95% dos casos criminais em Manitoba são ouvidos lá. A corte da bancada da rainha é a corte de julgamento a mais alta na província. Tem quatro jurisdições: direito de família (casos de serviços para crianças e famílias), direito civil, direito penal (para crimes indenizáveis) e recursos. O Tribunal de Apelação ouve recursos de ambas as bancadas, suas decisões só podem ser apeladas para a Suprema Corte do Canadá.

### Línguas oficiais
O inglês e o francês são as línguas oficiais da legislatura e dos tribunais de Manitoba, de acordo com o §23 da Lei de Manitoba de 1870 (parte da Constituição do Canadá). Em abril de 1890, a legislatura de Manitoba tentou abolir o status oficial do francês e deixou de publicar a legislação bilíngue. No entanto, em 1985, a Suprema Corte do Canadá determinou no Reference Re Manitoba Language Rights que o §23 ainda se aplicava e que a legislação publicada apenas em inglês era inválida (a legislação unilíngue foi declarada válida por um período temporário para dar tempo à tradução).
Embora o francês seja uma língua oficial para os propósitos do legislativo, da legislação e dos tribunais, o Ato de Manitoba não exige que ele seja uma língua oficial para o propósito do poder executivo (exceto quando desempenha funções legislativas ou judiciais). Por isso, o governo de Manitoba não é completamente bilíngue. A Política de Serviços em Língua Francesa de Manitoba de 1999 destina-se a fornecer um nível comparável de serviços do governo provincial em ambos os idiomas oficiais. De acordo com o Censo de 2006, 82,8% da população de Manitoba falava apenas a língua inglesa, e 3,2% falavam apenas o francês, 15,1% falavam ambos os idiomas e 0,9% não falava nenhum dos dois.
Em 2010, o governo de Manitoba aprovou a Lei de Reconhecimento de Idiomas Aborígines, que reconhece oficialmente sete línguas indígenas, as línguas cree, dakota, dene, inuktitut, michif, ojibway e oji-cree.

## Educação

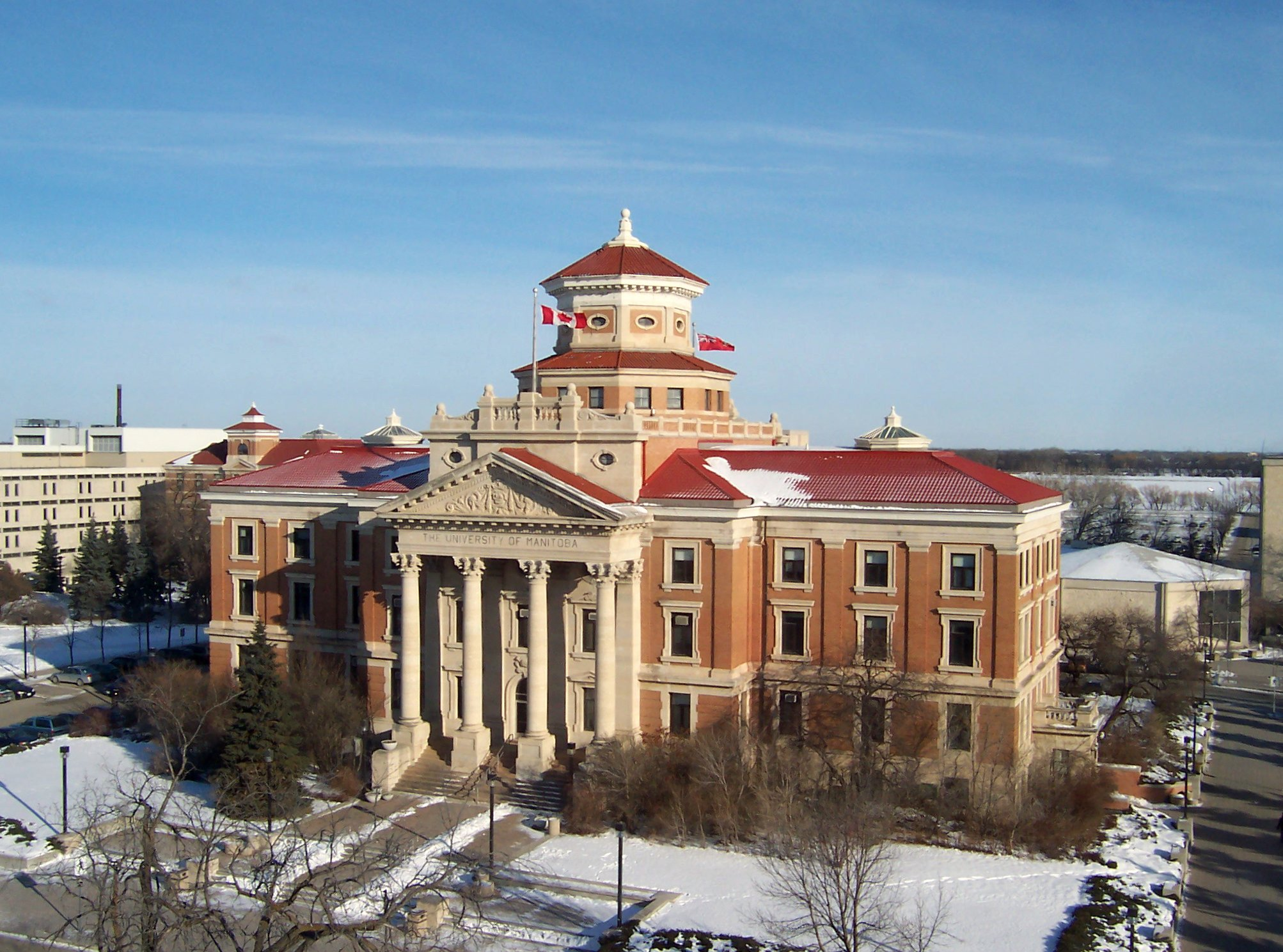
Edifício administrativo da Universidade de Manitoba.

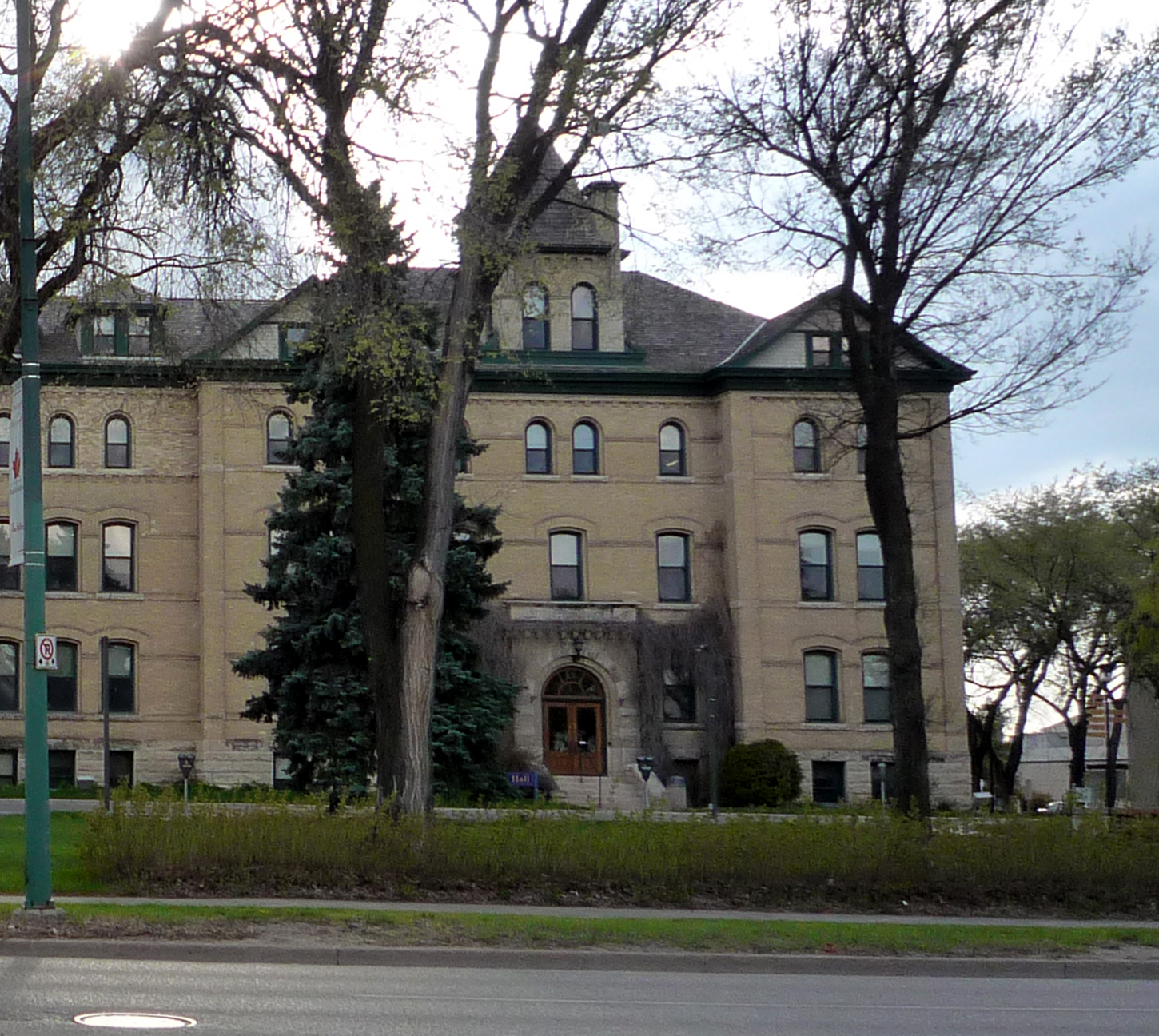
Universidade de Brandon.

A primeira escola em Manitoba foi fundada em 1818 por missionários católicos romanos na atual Winnipeg, a primeira escola protestante foi estabelecida em 1820. Um conselho provincial de educação foi estabelecido em 1871, era responsável pelas escolas públicas e pela grade curricular, e representava tanto os católicos quanto os protestantes. A questão das escolas de Manitoba levou ao financiamento de escolas católicas em francês em grande parte retiradas em favor da maioria protestante em língua inglesa. A legislação que torna a educação obrigatória para crianças entre sete e quatorze anos foi promulgada pela primeira vez em 1916, e a idade de deixar a escola aumentou para dezesseis anos em 1962.
As escolas públicas de Manitoba se enquadram na regulamentação de uma das trinta e sete divisões escolares dentro do sistema provincial de educação (com exceção das Escolas Operadas de Banda de Manitoba, que são administradas pelo governo federal). As escolas públicas seguem um currículo provincialmente exigido em francês ou inglês. Existem sessenta e cinco escolas independentes financiadas em Manitoba, incluindo três internatos. Essas escolas devem seguir o currículo da província e atender a outros requisitos provinciais. Existem quarenta e quatro escolas independentes não financiadas, que não são obrigadas a cumprir esses padrões.
Existem cinco universidades em Manitoba, reguladas pelo Ministério de Educação Avançada e Alfabetização. Quatro dessas universidades estão em Winnipeg, são elas a Universidade de Manitoba (a maior e mais abrangente), a Universidade de Winnipeg (uma escola de artes liberais focada principalmente em estudos de graduação no centro da cidade), a Universidade de Saint-Boniface (a única universidade de língua francesa da província) e a Universidade Menonita Canadense (uma instituição religiosa). A Universidade de Saint-Boniface, fundada em 1818 e agora afiliada à Universidade de Manitoba, é a universidade mais antiga do oeste do Canadá. A Universidade de Brandon, formada em 1899 e em Brandon, é a única universidade da província que não está em Winnipeg.
Manitoba tem trinta e oito bibliotecas públicas, destas, doze possuem coleções de língua francesa e oito possuem coleções significativas em outros idiomas. Vinte e um deles fazem parte do Sistema de Biblioteca Pública de Winnipeg. A primeira biblioteca de empréstimos em Manitoba foi fundada em 1848.

## Transportes

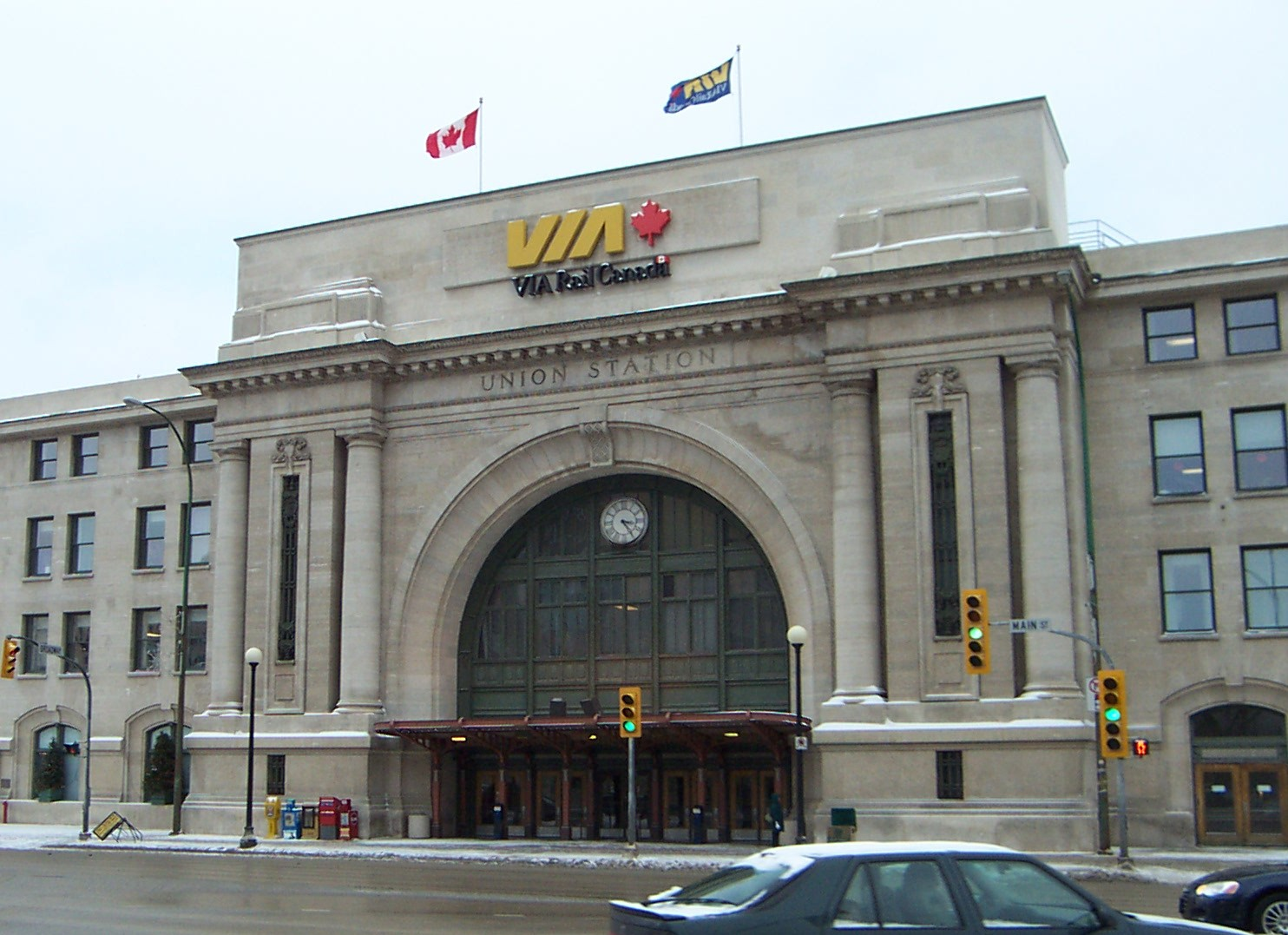
Union Station de Winnipeg.

Transporte e armazenagem contribuem com aproximadamente C$ 2,2 bilhões para o PIB de Manitoba. O número de empregados no setor é estimado em 34 500, ou cerca de 5 por cento da população de Manitoba. Os caminhões transportam 95% do frete terrestre em Manitoba, e as empresas de camionagem respondem por 80% do comércio de mercadorias de Manitoba para os Estados Unidos. Cinco dos vinte e cinco maiores empregadores do Canadá em serviços de locação de veículos estão sediados em Manitoba. Mais de C$ 1,18 bilhão do PIB de Manitoba vem direta ou indiretamente do transporte rodoviário.
A Greyhound Canada e a Grey Goose Bus Lines oferecem serviço de transporte público a partir do Terminal Rodoviário de Winnipeg. O terminal foi transferido do centro de Winnipeg para o aeroporto em 2009 e é um hub da Greyhound. As municipalidades também operam sistemas de ônibus de trânsito localizados.
Manitoba tem duas ferrovias Classe I: a Canadian National Railway (CN) e Canadian Pacific Railway (CPR). Winnipeg está localizada centralmente nas linhas principais de ambas as companhias, e ambas mantêm grandes terminais intermodais na cidade. A CN e a CPR operam em conjunto 2 439 km de trilhos em Manitoba. O Via Rail oferece serviço de passageiros transcontinental e do norte de Manitoba a partir da Union Station de Winnipeg. Numerosas pequenas ferrovias regionais e de linhas curtas também operam trens em Manitoba, são elas a Ferrovia da Baía de Hudson, a Ferrovia Southern Manitoba, a Ferrovia Burlington Northern Santa Fe, a Ferrovia do Distrito da Grande Winnipeg e a Ferrovia Central de Manitoba. Juntas, essas linhas menores operam aproximadamente 1 775 km de trilhos na província.

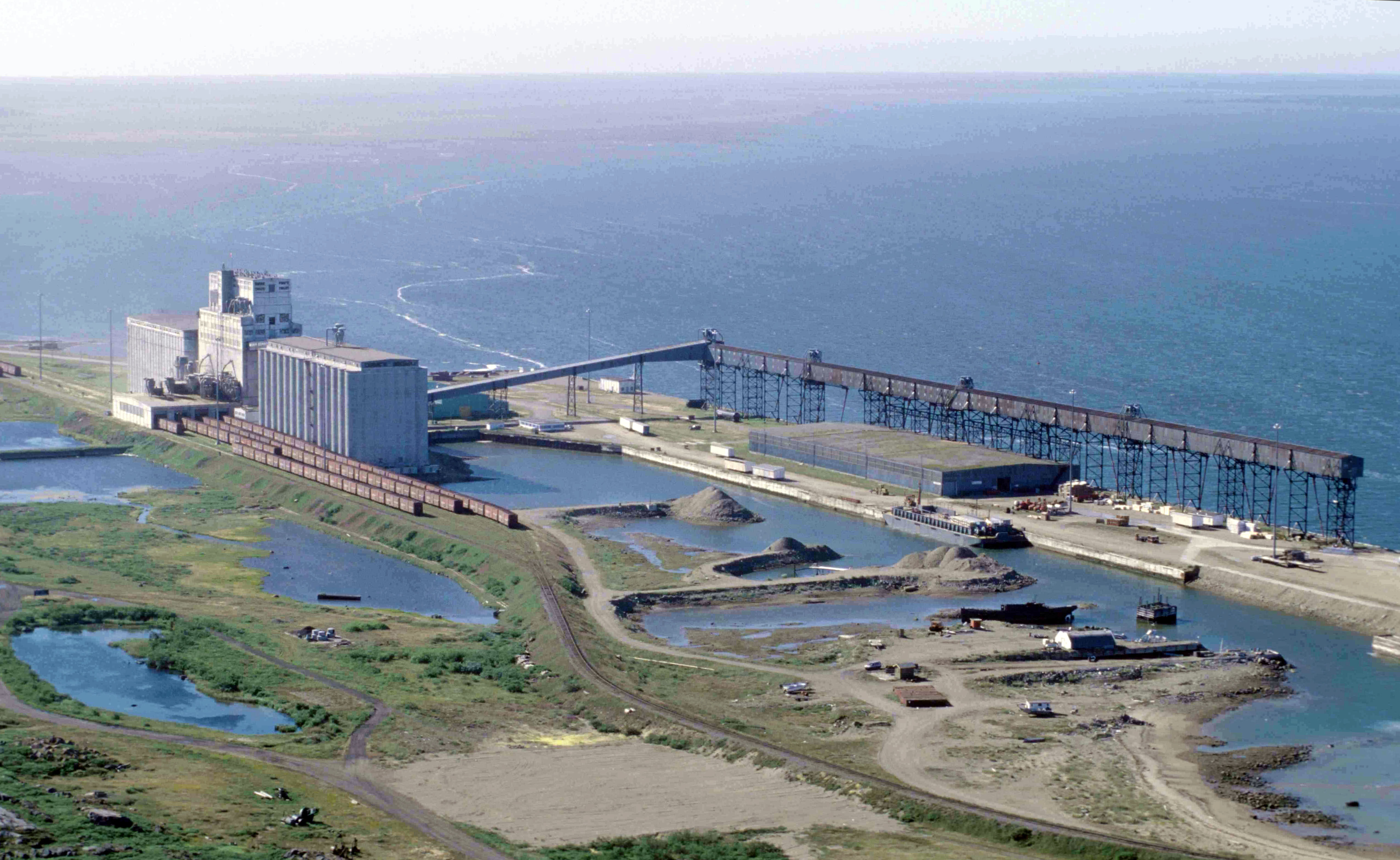
Porto de Churchill.

O Aeroporto Internacional Winnipeg James Armstrong Richardson, o maior aeroporto de Manitoba, é um dos poucos aeroportos irrestritos de 24 horas do Canadá e faz parte do Sistema Nacional de Aeroportos. Um novo e maior terminal foi inaugurado em outubro de 2011. O aeroporto movimenta aproximadamente 195 000 toneladas de carga por ano, tornando-se o terceiro maior aeroporto de carga do país.
Onze companhias aéreas regionais de passageiros e nove transportadoras menores operam fora do aeroporto, bem como onze transportadores de carga aérea e sete agentes de carga. Winnipeg é um dos principais serviços de triagem da FedEx e da Purolator e recebe diariamente serviços transfronteiriços da United Parcel Service. A Air Canada Cargo e a Cargojet Airways usam o aeroporto como um importante hub para o tráfego nacional.
O Porto de Churchill, propriedade da OmniTRAX, é o único porto de águas profundas do Ártico no Canadá. Está mais perto dos portos do norte da Europa e da Rússia do que qualquer outro porto no Canadá. Possui quatro berços de profundidade para a carga e descarga de granéis, carga geral e navios-tanque. O porto é servido pela Hudson Bay Railway (também de propriedade da OmniTRAX). Os grãos representaram 90 por cento do tráfego do porto na temporada de navegação de 2004. Naquele ano, mais de 600 000 toneladas de produtos agrícolas foram embarcadas através do porto.